# Leiocapitella dollfusi
Leiocapitella dollfusi är en ringmaskart som först beskrevs av Fauvel 1936.  Leiocapitella dollfusi ingår i släktet Leiocapitella och familjen Capitellidae. Inga underarter finns listade i Catalogue of Life.